# Wachturm Koblenz-Kleiner Laufen

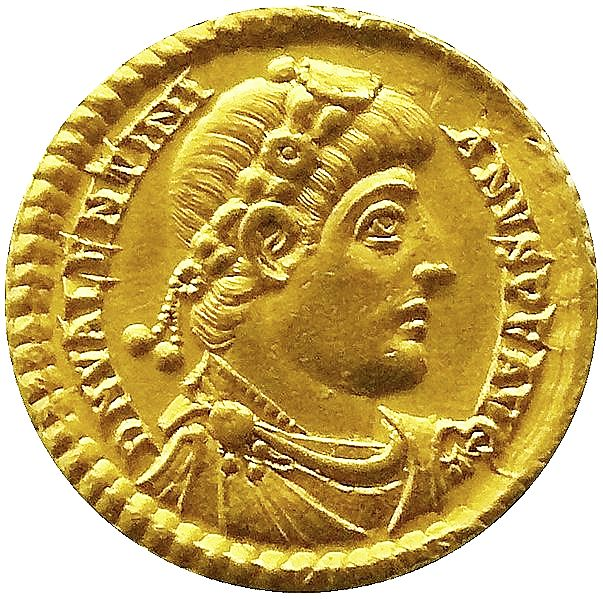
Solidus Valentinians I.

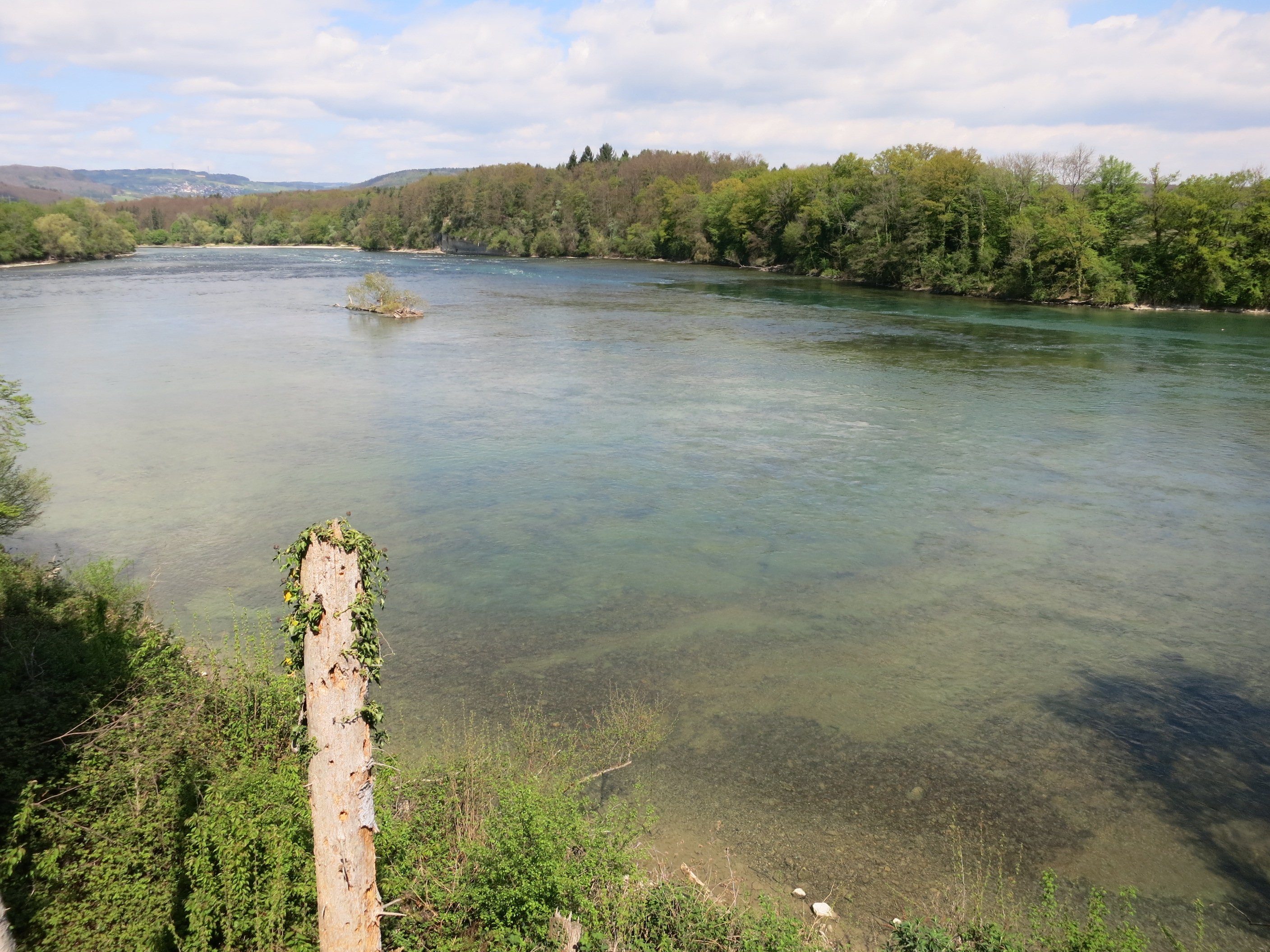
Blick auf den Koblenzer Laufen

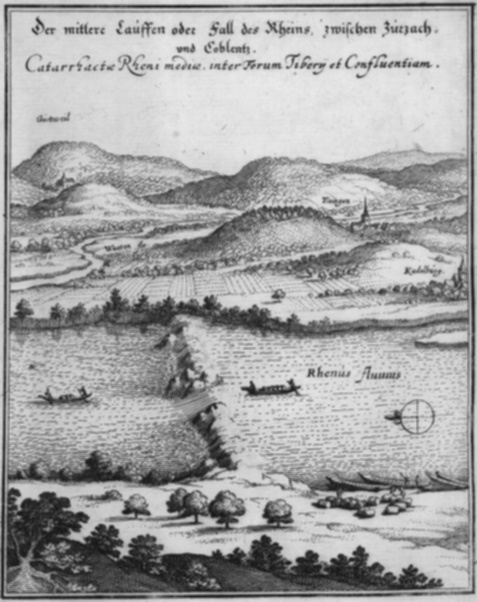
Topographia Helvetiae, Rhaetiae et Valesiae, der Kleine Laufen bei Koblenz (Merian 1654)

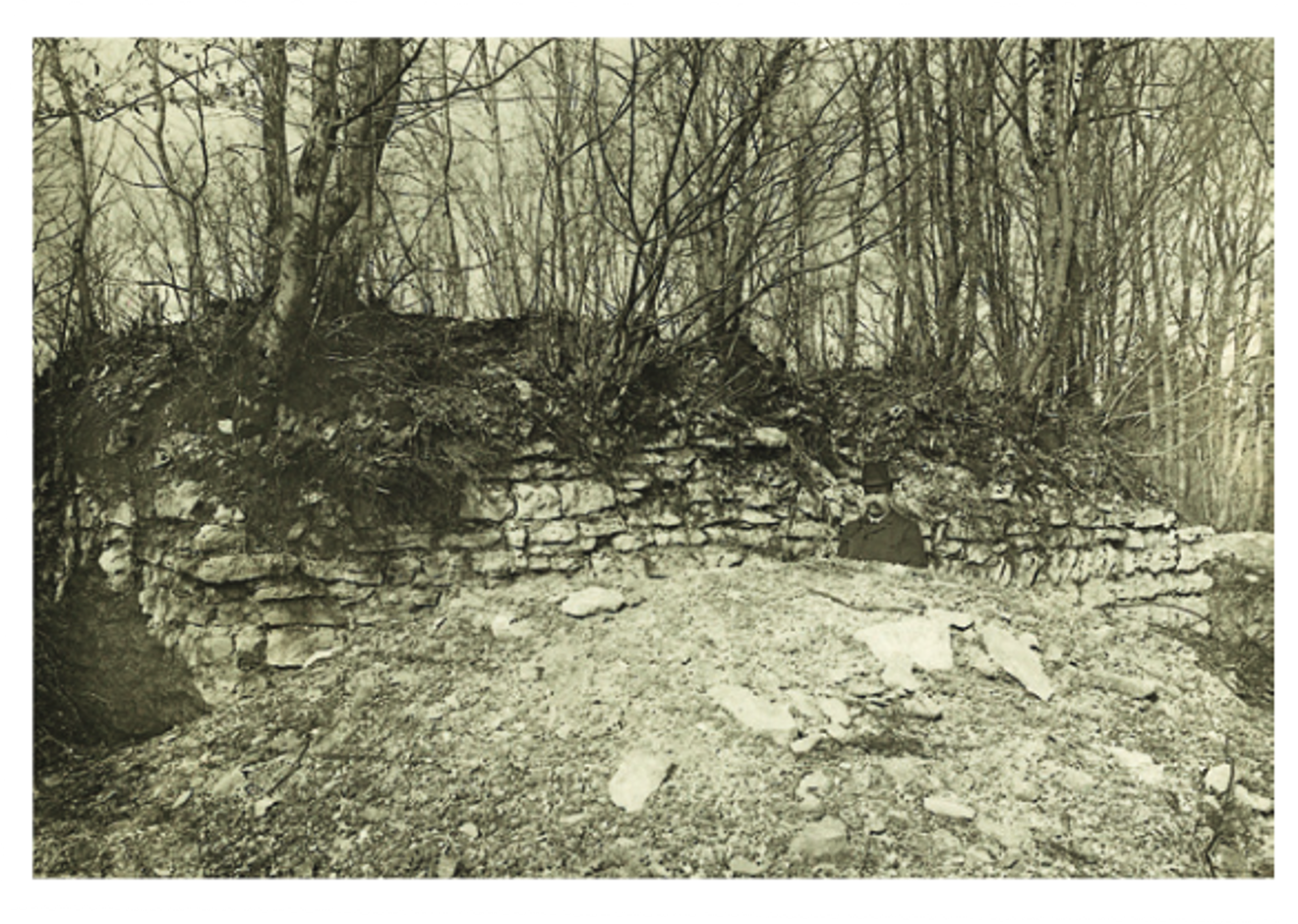
Jakob Heierli während der Ausgrabungen von 1906/1907

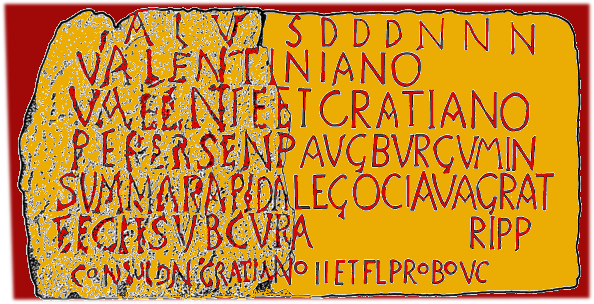
Abzeichnung und Ergänzung der Bauinschrift

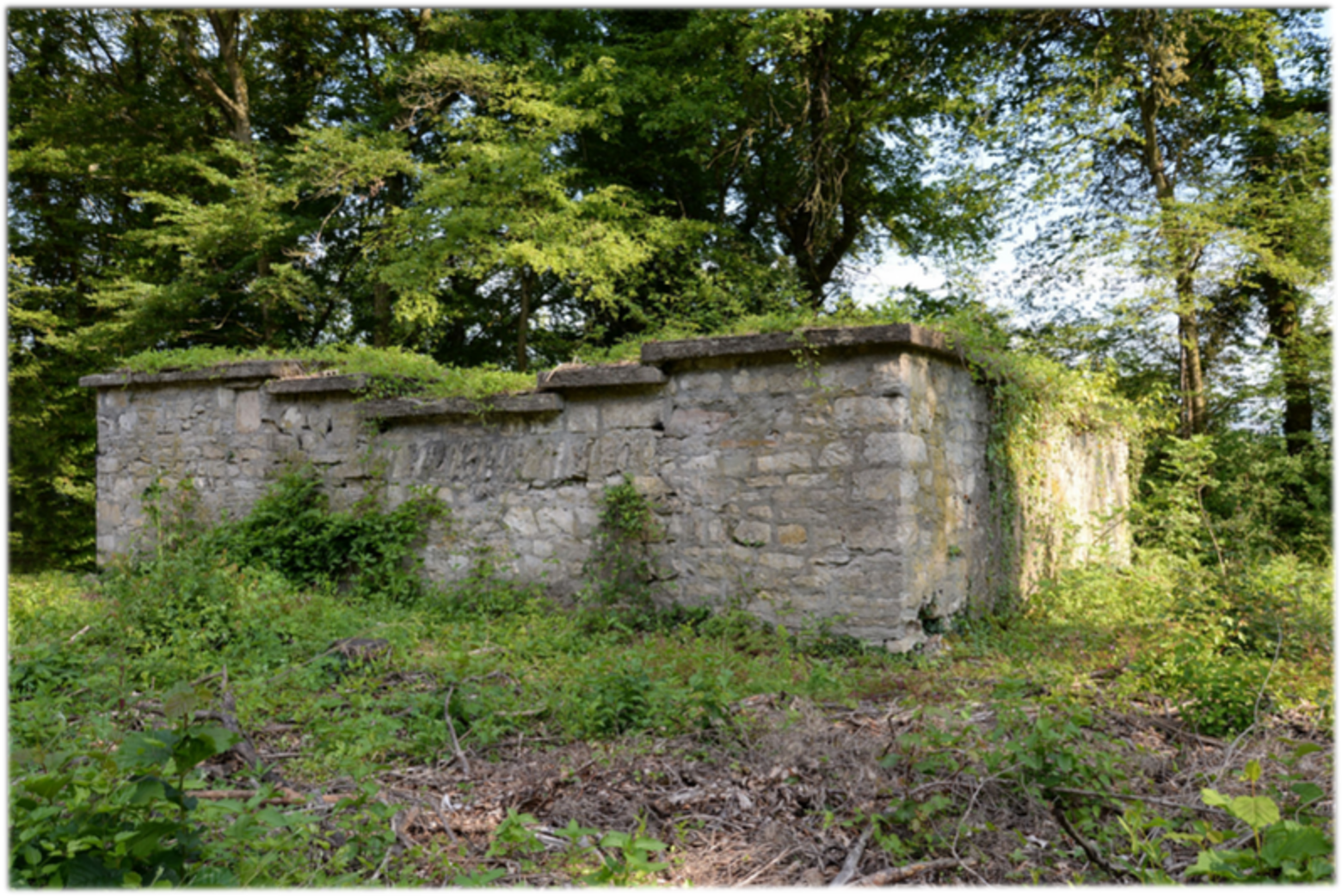
Turmstelle vor der Sanierung von 2014

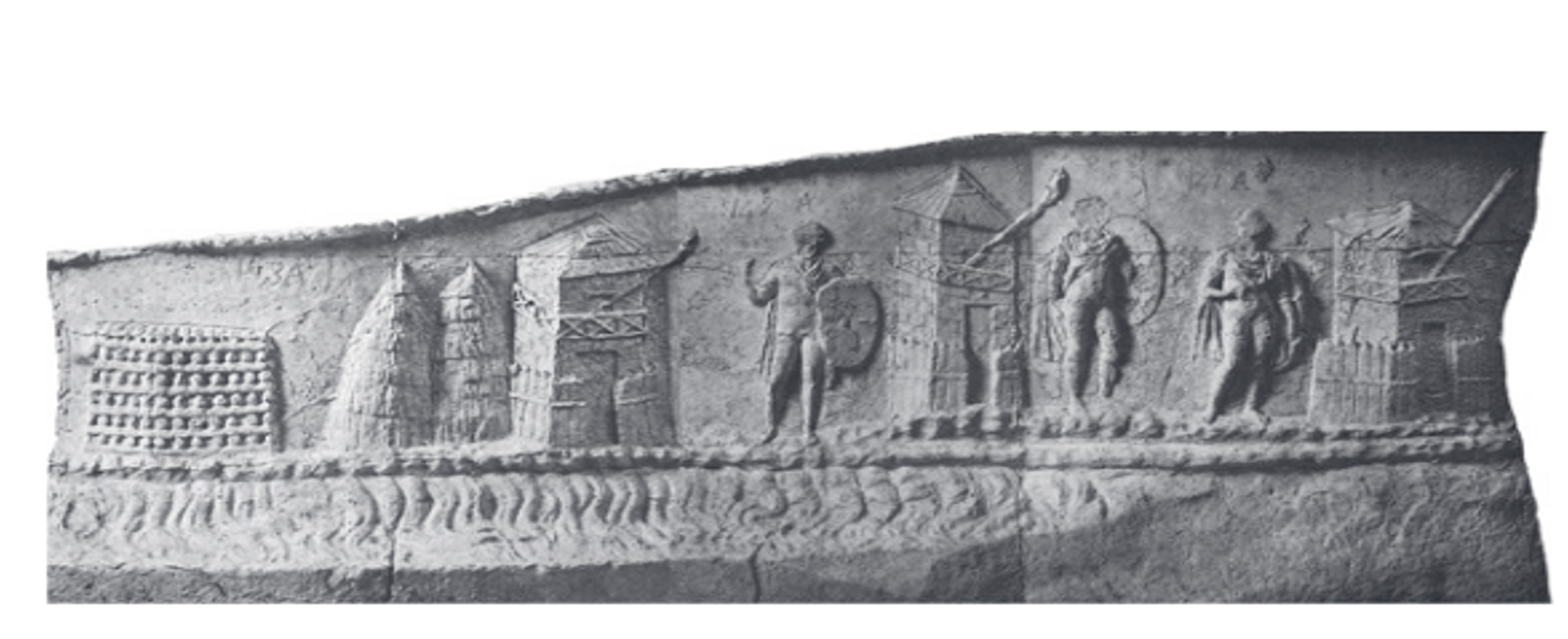
Abbildungen von Wachtürmen an der Trajanssäule, daneben Heu- und Strohschober als Futtervorräte für Pferde und ein Holzstapel zur Signalübermittlung

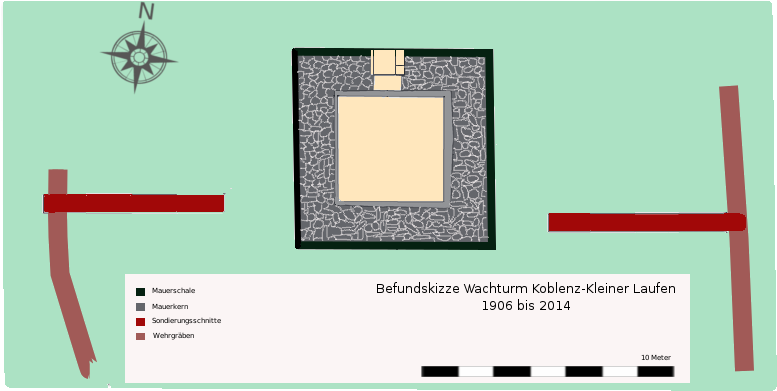
Befundskizze nach K. Stehlin, 1907–2014

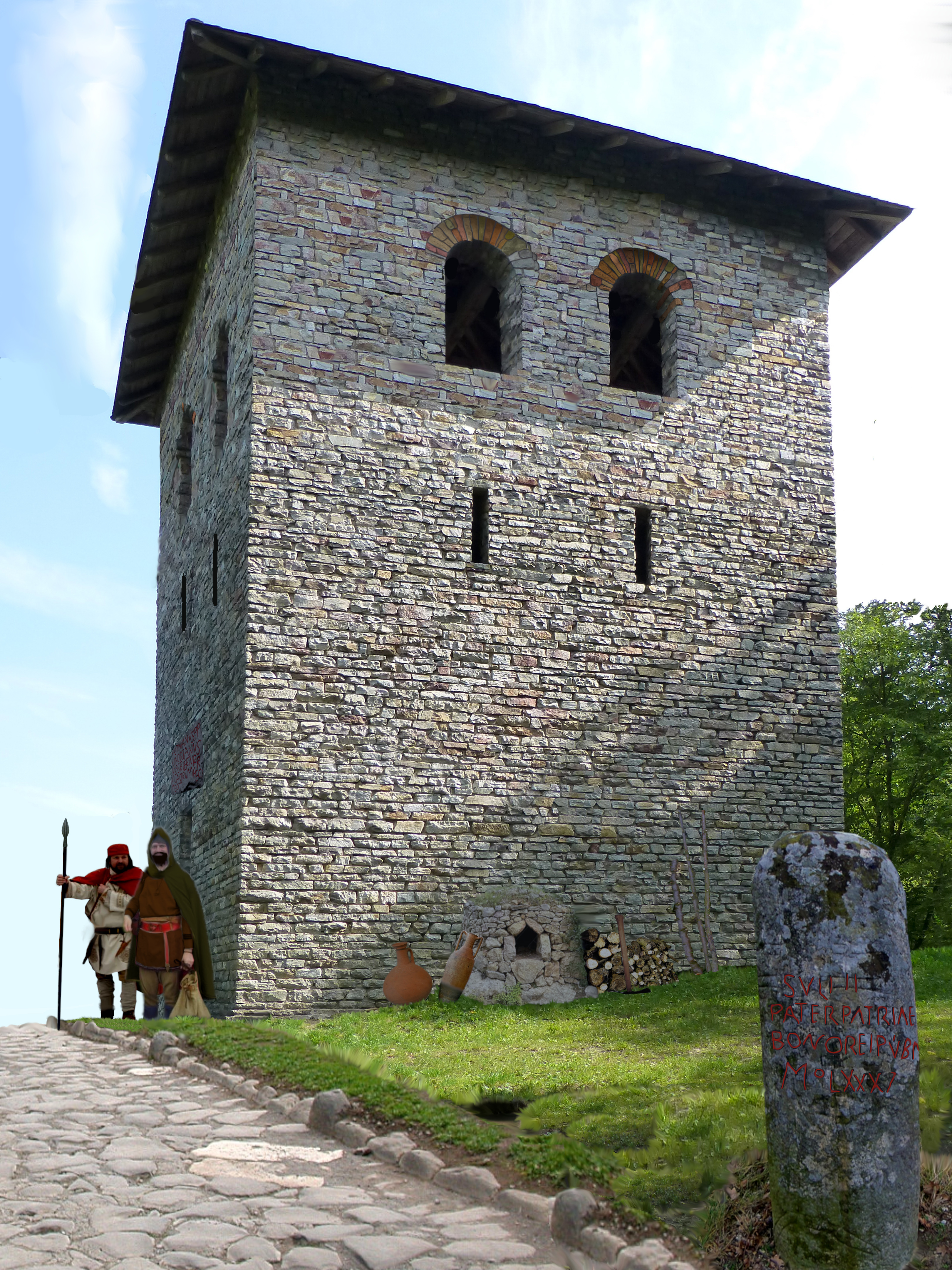
Rekonstruktionsversuch eines spätrömischen Straßenwachturms

Der Wachturm Koblenz-Kleiner Laufen war Bestandteil des römischen Donau-Iller-Rhein-Limes und befindet sich auf dem Gebiet des Kanton Aargau, Gemeinde Koblenz in der Schweiz.
Die spätantiken Wachtürme am Hochrhein zählen zu den bedeutendsten römischen Hinterlassenschaften auf dem Staatsgebiet der heutigen Schweiz. Sie wurden im 3. und 4. Jahrhundert errichtet und waren Teil einer Überwachungs- und Alarmkette, die das südliche Rheinufer gegen Invasoren aus dem freien Germanien sichern sollte. Im Kanton Aargau konnten bislang rund 30 Wachtürme und andere militärische Anlagen aus römischer Zeit identifiziert werden, die zur Festungslinie des Rheinlimes zählten. Aufgrund seiner vor Ort aufgefundenen Bauinschrift ist nicht nur das exakte Baujahr dieses Wachturms, sondern auch dessen antiker Name bekannt geworden.

## Name
Der Name des heutigen Koblenz ist eindeutig römischen Ursprungs. Er bezieht sich auf seine Lage an der Mündung der Aare in den Rhein. Das lateinische confluentia bedeutet «Zusammenfluss». Der Wachturm am Kleinen Laufen ist der einzige im ganzen Kanton, von dem auch der antike Name, «Summa Rapida» (obere Stromschnelle oder an der Schnellen), überliefert wurde und sich ebenfalls auf dessen Standort bezieht. Die Bezeichnung lässt sich – nach Otto Schulthess – damit erklären, dass sich weiter rheinabwärts noch zwei weitere Stromschnellen befinden:
- der «Grosse Laufen» bei Laufenburg (media rapida?) und
- das «Gwild mit dem Hellhaken» bei Rheinfelden (infima rapida?).

## Lage
Koblenz liegt an der Mündung der Aare in den Hochrhein, unmittelbar an der Grenze zu Deutschland.
Der spätantike Wachturm stand etwas unterhalb des Kleinen Laufens (auch «Kadelburger Laufen»), rund einen Kilometer östlich des heutigen Dorfes, direkt am Hang einer steil abfallenden Schotterterrasse. Dieser Standort bot einen guten Blick auf den oberhalb des Zusammenflusses von Aare und Rhein liegenden Abschnitt des Stromes sowie auf das Tal der Wutach rechts des Rheins. Matthäus Merian berichtet 1654, dass dort der Rhein bei Niedrigwasser in den Wintermonaten auch über Bretter leicht begangen werden könne. Felix Staehelin erwähnte, dass sich hier ein: «… furtähnlicher Rheinübergang befunden haben soll, der mit Flössen und ‹fliegenden Brücken› (Fährbooten) gefahrlos gequert werden konnte».

## Entwicklung
Das Gebiet um Koblenz ist seit der Römerzeit durchgehend bewohnt. Ab der Mitte des 1. Jahrhunderts bestand hier eine Villa rustica. Schon in dieser Zeit hatte der Rhein als überregionaler Transportweg eine grosse Bedeutung. Die Befestigungen des spätantiken Rheinlimes wurden während der Regierungszeit von Kaiser Valentinian I. (364 bis 375 n. Chr.) verstärkt ausgebaut und zählten zu einem Überwachungs- und Nachrichtensystem, das sich von Basel (Basileum) bis an den Bodensee (Lacus Brigantiae) erstreckte. Dieses stand in diesem Abschnitt unter dem Befehl des Dux provinciae Sequanicae. Die Wachtürme und die anderen militärischen Anlagen der Römer mussten in Sichtverbindung zueinander angelegt werden. Unmittelbar nachfolgend standen deswegen an der Rheinschleife noch drei weitere Türme:
- der Wachturm Rütenen, in Koblenz,
- der Wachturm Im Sand-Felsenau, in Leuggern (2 km entfernt) und
- der Wachturm Jüppen, in Full-Reuenthal (3 km entfernt).

Auf diese Weise konnten im Falle eines Angriffs der Germanen die Besatzungen von Kaiseraugst (Castrum Rauracense) und Bad Zurzach (Tenedo) durch Lichtzeichen oder Hornsignale alarmiert und an die jeweiligen Brennpunkte geleitet werden. Nach dem Abzug der römischen Truppen von der Rheingrenze im Winter 401/402 wurden die Türme verlassen und dem Verfall preisgegeben. Ob seit dem Ende der Römerzeit bis in die Gegenwart durchgängig Menschen auf dem heutigen Koblenzer Gemeindegebiet siedelten, ist heute nicht mehr nachweisbar. Seit dem späten 4. Jahrhundert fehlen hierzu schriftliche und archäologische Zeugnisse gänzlich. Erst im Zurzacher Mirakelbuch von ca. 1010 wird Koblenz erstmals schriftlich erwähnt.

## Forschungsgeschichte
Bekannt ist die Ruine beim Kleinen Laufen bereits seit Mitte des 19. Jahrhunderts. Auch ihre Grundmauern waren noch gut erhalten. Der Altertumsforscher Ferdinand Keller hatte den Zustand des stark verbuschten Mauerschutthaufens während seiner Untersuchungen zum spätantiken Limes am Hochrhein in einer Skizze festgehalten und in ihm richtig die Überreste eines römischen Wachturms erkannt.
Erste Freilegungsarbeiten und archäologische Untersuchungen wurden 1896 und 1907 von Jakob Heierli durchgeführt. Zu dieser Zeit waren die Mauern stellenweise noch bis zu 3 Meter hoch erhalten. 1914 kamen bei Grabungsarbeiten die Badeanlage eines römischen Gutshofes (villa rusticae), der vom 1. bis ins 3. Jahrhundert besiedelt war, römische Terra Sigillata und Ziegelstempel zum Vorschein. Ferner legten die Archäologen auch im «Rütenen» die Reste eines römischen Wachturmes frei; ein weiterer stand vermutlich in der Flur «Frittelhölzli». 1922 schreibt Otto Schulthess, dass der Wachturm wohl «… unrettbar dem Untergange verfallen» sei. Die Wurzeln des dichten Pflanzenbewuchses hätten die Mauern schon weitgehend zerstört. Die Regierung des Kantons Aargau erklärte sich zwar bereit, die Kosten für eine Sanierung zu übernehmen, war jedoch nicht in der Lage, die rund 500 Franken dafür aufzutreiben. Schulthess musste sich daher auf die Ergänzung der vorhandenen Bauaufnahmen beschränken. Eine umfassende Restaurierung wurde erst in den Jahren 1932/1933 durchgeführt, federführend war dabei die Historische Vereinigung Zurzach (HVZ). Für die Kosten kamen die Schweizerische Eidgenossenschaft, der Kanton, die Gemeinde Koblenz sowie die Hallwilstiftung und die Schweizerische Sodafabrik in Zurzach auf. Im Rahmen dieser Arbeiten vervollständigte Josef Villiger auf Bitten von Karl Stehlin die Befundskizze und fertigte einen neuen Grundrissplan an. Des Weiteren wurden sämtliche Fugen und Unregelmässigkeiten mit Portlandzement ausgestrichen und die Mauerkrone mit Steinplatten belegt. Östlich und westlich des Wachturms wurden ausserdem zwei Sondierschnitte angelegt, anhand deren die Überreste eines Walls und Grabens nachgewiesen werden konnten. Im Süden konnte nicht sondiert werden, da dort die Kantonsstrasse 7 vorbeiführt.
Schon damals machte man sich auch bezüglich der Repräsentation des Wachturms für die Öffentlichkeit einige Gedanken. Neben einem heute noch im Museum Höfli in Bad Zurzach ausgestellten Modell sowie einer – zwischenzeitlich verschwundenen – Informationstafel wurde auch der Verlauf des Grabens mit hochkant aufgestellten Kalksteinplatten für die Besucher sichtbar gemacht. Sie waren 2014 östlich des Turmes noch auf einer Länge von 4 Metern erhalten; im Westen hingegen war ein Grossteil der Kalksteinplatten herausgerissen worden. Da seit der Restaurierung (1932/1933) keine grösseren Reparaturarbeiten mehr durchgeführt worden waren, befand sich das Mauerwerk im Jahr 2014 in einem äusserst schlechten Zustand. Die Sanierungsarbeiten erfolgten zwischen dem 6. Juni und dem 11. Juli 2014 durch Studierende und Lehrbeauftragte der Universität Basel. Hauptaufgabe war – neben den Dokumentationsarbeiten – das Entfernen des Bewuchses, die Reinigung des Mauerwerks sowie stellenweise die Freilegung der untersten Steinlagen des Aufgehenden bzw. des obersten Teils des Fundaments. Des Weiteren wurden auch Begehungen in der näheren Umgebung der Anlage durchgeführt. Wichtig war bei den Sanierungsarbeiten am Turm von Koblenz-Kleiner Laufen, im Vergleich mit zwei anderen spätantiken Türmen im Kanton Aargau, die Erkenntnis, dass die unter Valentinian I. errichteten Türme zwar viele Gemeinsamkeiten aufweisen, aber in Bezug auf ihre Konstruktion einen sehr individuellen Charakter haben, wie z. B. in Bezug auf die Grösse oder das Vorhandensein von Holzarmierungen im Fundamentbereich.

## Fundspektrum
Das archäologische Fundmaterial ist nur spärlich. Laut Jakob Heierli fand man bei den Grabungen nur einige Knochen, Leistenziegelfragmente sowie bearbeitete Tuffsteinfragmente und profilierte Sandsteine. Eine weitere Spolie, ein «ausserhalb des Eingangs liegender Quader aus Muschelsandstein mit Einarbeitungen», wurde 1932 im Innern des Wachturms deponiert. Er kam 2014 bei den Begehungen am Fuss der Hangkante wieder zum Vorschein. In den frühen Grabungsaufzeichnungen fanden sich zudem Hinweise auf den Fund eines Amphorenfusses und einer angeblich aus konstantinischer Zeit stammenden Münze.

## Bauinschrift
Bedeutendster Fund am Turmareal war das 36 × 34 cm grosse und 0,08 Meter dicke Fragment der Bauinschrift, das 1906 an der Südseite des Wachturms aus dem Mauerschutt geborgen werden konnte.
Die fehlenden Textstellen auf der rechten Seite der «unregelmässig und ziemlich flüchtig» auf einer Quelltuffplatte eingehauenen Inschrift liessen sich mit Hilfe der zeitgleich entstandenen Bauinschrift des Wachturms Etzgen-Rote Waag folgendermassen ergänzen:
Salvi[s d(ominis) n(ostris)]

Valenti[niano] 

Valente e[t Gratiano]

per(petuis) tr(iumphatoribus) senp[er Augg(ustis) in]

summa rapida [burgum]

fecit sub cura [- - -] 

consul(ibus) d(omino) n(ostro) Gratian[o II et Probo v(iro) c(larissimo)]
Übersetzung nach Schulthess: «Während der glücklichen Regierung unserer Herren Valentinianus, Valens und Gratianus, den stetigen Triumphatoren und immer erlauchten Kaisern hat an der oberen Stromschnelle [diesen Wachturm] erbaut, unter Leitung von …, im Jahr, als unser Herr Gratianus zum zweiten Mal und seine Exzellenz Probus Konsuln waren.»
Dank der Nennung der Kaiser Valentinian I. (364–375), Valens (364–378) und Gratian (367–383) lässt sich die Bauinschrift in die Zeit zwischen 367 und 375 n. Chr. datieren. Noch genauer eingrenzen lässt sich das Datum, wenn man davon ausgeht, dass der Turmbau – wie der von Etzgen-Rote Waag – während des 2. Konsulats des Gratian und seines Mitkonsuls, Probus, in Auftrag gegeben wurde. Bei letzteren muss es sich um den – auch bei Ammianus Marcellinus (Res gestae 27,11) erwähnten – Sextus Claudius Petronius Probus (330/340–389) handeln. Laut den fasti consulares war er im Jahr 371 zusammen mit Gratian Konsul. In den Konsuldatierungen wird er aus Platzgründen entweder nur Probus oder Petronius Probus genannt, Gratian trug auch noch den Titel Augustus, wie auf der Inschrift von Etzgen. Die Bauinschrift befindet sich heute im Schweizerischen Nationalmuseum Zürich. Die Bezeichnung „oberste Stromschnelle“ nimmt Bezug auf zwei weitere – rheinabwärts – liegende Stromschnellen, den „Grossen Laufen“ bei Laufenburg und das „Gwild mit dem Hellhaken“ bei Rheinfelden, welche die Schifffahrt auf dem Rheinzwischen Bad Zurzach und dem Castrum Rauracense ebenfalls erheblich behinderten.

## Wachturm
Eines der Reliefs an der Trajansäule in Rom (113 n. Chr.) stellt Wachtürme (turres) an der unteren Donau dar, daneben Heu- oder Strohschober, mutmasslich zur Versorgung der Lasttiere, und einen Holzstoss für Feuersignale. An jedem Turm ist ausserdem eine Fackel angebracht, die ziemlich sicher zur Nachrichtenübertragung diente. So ähnlich könnten auch die spätantiken Türme am Rhein ausgesehen haben.
Der Turm – oder burgus – hat einen rechteckigen, leicht nach SO verzogenen, 8 Meter (aussen) × 4,8 Meter (innen) messenden Grundriss. Das Aufgehende ist noch 1,9 bis 2,4 Meter hoch erhalten. Ein 0,1 × 0,2 Meter grosser, leicht rosafarbener Putzrest in der Ecke zwischen Nord- und Ostmauer lässt vermuten, dass zumindest das Innere des Wachturms verputzt war. Er war teilweise von einem Wall und einem Graben als Annäherungshindernisse geschützt. Der rund 1,1 Meter tiefe und 2 Meter breite Wehrgraben liegt ungefähr 8,5 Meter, der Wall rund 5 Meter vom Wachturm entfernt. Punktuell erkennbare Rotverfärbungen an den untersten Steinlagen der Mauerschalen gehen auf eine grosse Hitzeeinwirkung zurück. Dies lässt vermuten, dass er einem Feuer zum Opfer fiel. Bezeugt wird dies auch durch eine – leider undatierbare – Brandschicht, die Anfang des 20. Jahrhunderts «nur wenig tief unter der Oberfläche» angeschnitten wurde. Die in den 1930er Jahren untersuchten Profile der beiden Sondierschnitte zeigen, dass sich diese 0,2 bis 0,3 Meter dicke Brandschicht auch noch 4 Meter vom Wachturm entfernt nachweisen liess. Der westliche Sondierschnitt brachte zutage, dass die Brandschicht von Mauerschutt überlagert wird. Letzteres wurde von Karl Stehlin als «Schutt vom Mauerabbruch» angesehen. D. h., er bestand hier vorwiegend aus Mörtel, es befanden sich also darin offensichtlich keine grösseren Steine mehr – zumindest am Rand des Schutthügels. Dies ist wohl auf mittelalterlichen Steinraub für Reparaturen an der Südmauer zurückzuführen. Für eine mittelalterliche Nachnutzung könnte auch der erst 1932/1933 abgetragene Schutthügel sprechen. Der Standort wäre auch für den Bau einer Motte äusserst günstig gelegen.
Mauern: Sie bestehen überwiegend aus Kalkstein, der vermutlich vom nahen Rheinufer stammt. Ihre Stärke schwankt zwischen 1,5 und 1,6 Meter. Auch das opus caementitium des Mauerkerns und ein Teil der antiken Mauerschalen sind noch erhalten. Die Mauerverschalung besteht aus gleichmässig zugerichteten Handquadern aus Malmkalk. Vereinzelt finden sich auch welche aus Quelltuff und Schilfsandstein im Mauerwerk. In der äusseren Mauerschale der Südmauer befindet sich eine 2,8 Meter lange Lage aus hochkant bzw. schräg gestellten Mauersteinen. Sie sind auch auf den Fotos erkennbar, die nach den Grabungen von Jakob Heierli 1922 angefertigt wurden. Letztere belegen, dass es sich nicht um eine punktuelle Ausbesserung der äusseren Mauerschale handelt, sondern wohl um eine nachträgliche Vermauerung. Eine solche war auch an der inneren Schale der Südmauer erkennbar und besteht dort im unteren Drittel aus Handquadern, im oberen Drittel aus grösseren, teilweise hochkant gestellten Kalkbruchsteinen, möglicherweise ein Indiz für eine mittelalterliche Nutzung des Gebäudes.
Gerüstlöcher: Bei den auf den älteren Plänen verzeichneten Hohlräumen (Durchmesser 0,1 Meter) im Mauerkern handelt es sich um Gerüsthebellöcher. Sie liegen – wie die Ansichten der Westmauer zeigen – etwa 1,7 Meter über dem Fundamentvorsprung. Die übrigen Löcher waren 2014 nicht mehr sichtbar, weil die Mauerkrone mit einer Ausgleichsschicht aus Magerbeton überdeckt und die in den Mauerschalen befindlichen Hohlräume ebenfalls mit Portlandzement und Steinsplittern verschlossen wurden.
Türöffnung: Die Schwelle der Eingangstür in der Nordmauer setzt sich aus – ehemals – drei Kalksteinquadern zusammen. Der kleinere der beiden Schwellsteine besteht aus einem grünlichen, porösen Kalkstein (= Muschelsandstein aus dem Tertiär) und war offensichtlich bereits zum Zeitpunkt seiner Freilegung in zwei Teile zersplittert. Das kleinere Bruchstück ist heute verschollen. Der grössere, westliche Schwellstein besteht aus einem gelblichen, sehr feinen Kalkstein (= Rauracien-Kalk?). Auch Türanschlag und Drehpfanne sind noch relativ gut erhalten. Auf ihr waren noch die durch das Schliessen und Öffnen der Holztüre entstandenen Schleifspuren erkennbar.
Fundament: Die Unterkante des Turmfundaments sitzt auf dem anstehenden Kalkstein auf. Dies trifft aber nur auf die Westmauer zu. Die übrigen Fundamente ruhen auf Terrassenschotter. Der Fundamentvorsprung war – laut Jakob Heierli – 0,1 Meter breit und soll sowohl auf der Innen- als auch auf der Aussenseite der Mauer sichtbar gewesen sein. Letzteres ist auch auf dem von Karl Stehlin publizierten Befundplan zu sehen. Bei der Sanierung von 2014 erkannte man, dass der Fundamentvorsprung stellenweise aber bis zu 0,2 Meter breit war, streckenweise aber auch auf der Flucht der untersten Steinlage des Aufgehenden verläuft. Dies zeigt, dass die antike Baugrube offensichtlich nicht sehr präzise abgesteckt wurde und dass die Fluchten des Aufgehenden erst nach dem Bau des Fundaments festgelegt wurden. Beobachtungen am Übergang zum Aufgehenden zeigten weiter, dass das Fundament aus einem sehr widerstandsfähigen opus caementitium besteht. Es war zusätzlich mit kleineren und grösseren Kalkbruchsteinen und Ziegelsplittern vermengt worden.

## Garnison
Denkbar, aber nicht bewiesen ist, dass der Wachturm von Angehörigen der in Argentorate (Strassburg) stationierten Octavani (Legio VIII Augusta) errichtet wurde. Diese Legio palatinae zählte in der Spätantike zur Feldarmee (Comitatenses) und stand unter dem Befehl des Comes tractus Argentoratensis.

## Schutzbestimmungen
Das Gebiet ist mit der Nr. 3.192 als «Kadelburger Lauffen-Wutachmündung» mit 38,5 ha seit dem 9. März 1993 als Naturschutzgebiet ausgewiesen. Der Kadelburger Lauffen ist ausserdem Teil des 269,4 Hektar grossen FFH-Gebiets Hochrhein östl. Waldshut. Das Bodendenkmal ist gemäß dem Bundesgesetz vom 20. Juni 2014 über den Schutz der Kulturgüter bei bewaffneten Konflikten, geschützt. Das Besteigen der Ruine, das Entfachen von Feuer, das Beschädigen des Mauerwerks sowie Bodeneingriffe sind gerichtlich untersagt. Bei Unfällen wird jede Haftung abgelehnt.